# NGC 1427
NGC 1427 هي مجرة إهليلجية تقع في كوكبة الكور (كوكبة) تبعد حوالي 71 مليون سنة ضوئية عن الأرض. وهو يسبح حاليا نحو مجموعة عنقود فورنكس المجري.

## وصلات خارجية
- NGC 1427 على موقع ويكي سكاي: DSS2, SDSS, GALEX, IRAS, Hydrogen α, X-Ray, Astrophoto, Sky Map, Articles and images